# Kåken (restaurang)

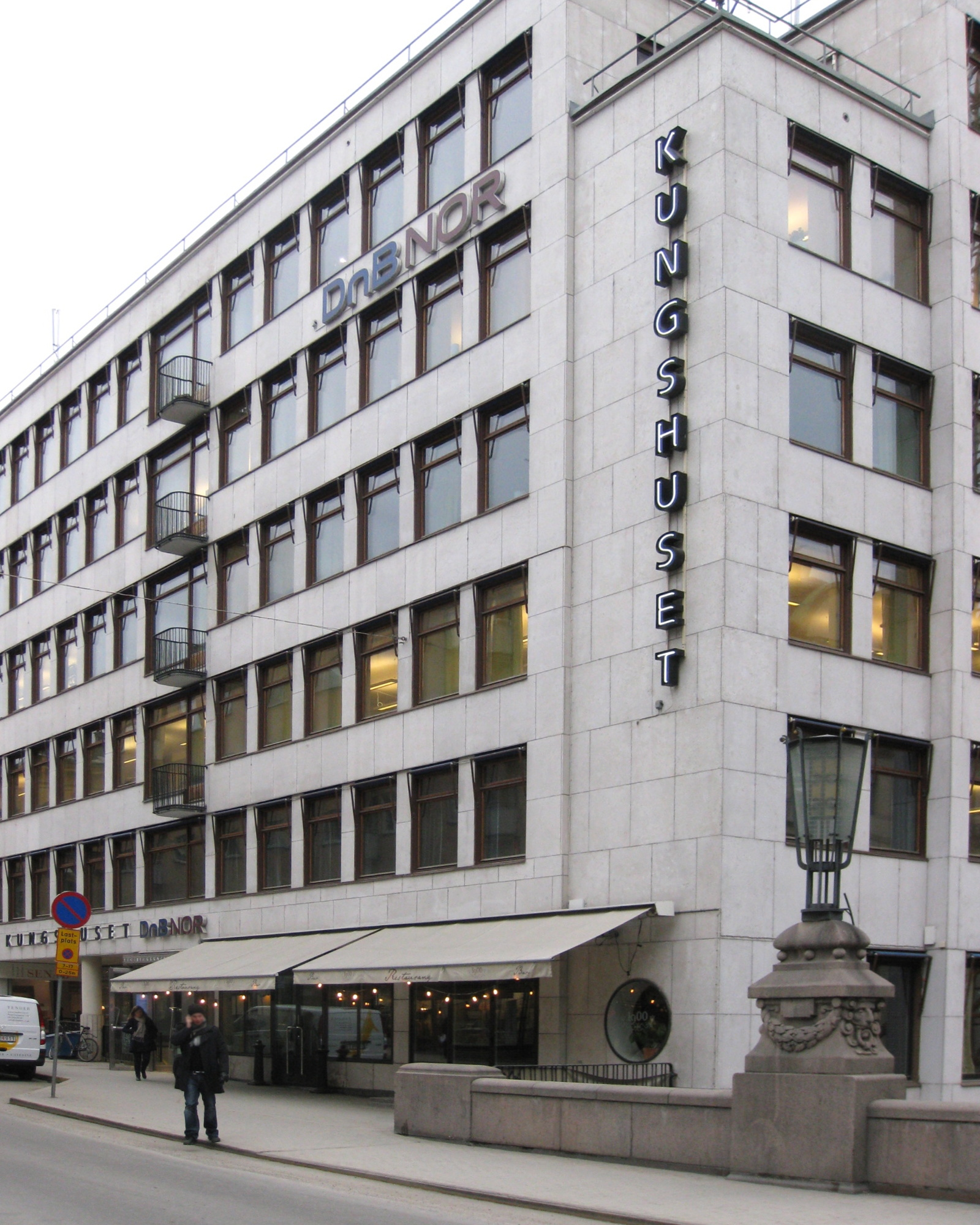
Kåken på Regeringsgatan 66.

Kåken var en bakficka till Restaurang Niklas belägen i Kungshuset på Regeringsgatan 66 på Norrmalm i Stockholm, öppnad i april 2009. Bakfickan ritades och drevs av konceptansvarige Carl M Sundevall fram till hösten 2012. Barchef var Mathin Lundgren medan Niklas Ekstedt stod för maten. Tecknaren Kerold Klang gjorde logotypen och ritade varje vecka flyers med samtidskommenterande copy. Hösten 2016 blev Kösten & Bullen nöjesansvariga.  
Bakfickan var tillhåll för folk inom media och musik, och hade en mindre scen där bland annat Fibes! Oh Fibes!, Kim Wilde, jj, Moneybrother, Howlin' Pelle, Hamilton Fox och Lisa Milberg uppträtt. Maten var av enklare gastropub-stil.
Kåken har belönats med Restauranggalans pris för "Bästa Barkoncept" 2009, Dagens Nyheters Gulddraken för "Bästa Bar 2009" samt Nöjesguidens Stockholmspriset för "Bästa bar 2009".
2017 stängdes Kåken och lokalen togs över av restaurangen Supper.